# Arthur Cumming
Arthur Warren Jack Cumming (Marylebone, Inglaterra, 8 de maio de 1889 – Hammersmith, Inglaterra, 8 de maio de 1914) foi um patinador artístico britânico. Ele foi medalhista de prata olímpico em 1908.

## Principais resultados

### Individual masculino
| Resultados           | Resultados      | Resultados    | Resultados      | Resultados    | Resultados    | Resultados    | Resultados    | Resultados    | Resultados    | Resultados    | Resultados    | Resultados    |
| Internacional        | Internacional   | Internacional | Internacional   | Internacional | Internacional | Internacional | Internacional | Internacional | Internacional | Internacional | Internacional | Internacional |
| Evento/Temporada     | 1910– 1911      |               | 1912– 1913      |               |               |               |               |               |               |               |               |               |
| -------------------- | --------------- | ------------- | --------------- | ------------- | ------------- | ------------- | ------------- | ------------- | ------------- | ------------- | ------------- | ------------- |
| Campeonato Mundial   | 5.º             |               |                 |               |               |               |               |               |               |               |               |               |
| Nacional             |                 |               |                 |               |               |               |               |               |               |               |               |               |
| Campeonato Britânico | Medalha de ouro |               | Medalha de ouro |               |               |               |               |               |               |               |               |               |

### Figuras especiais masculino
| Jogos Olímpicos | Medalha de prata |

### Duplas com Mrs. Arthur Cadogan
| Campeonato Mundial | 7.º | 7.º |